# Pivovar Jindřichov ve Slezsku
Pivovar Jindřichov ve Slezsku se nachází v obci Jindřichov v okrese Bruntál a  je součástí areálu zámku Jindřichov.
První pivo se zde vařilo od roku 1589 a v současnosti se zde již pivo nevaří. Areál bývalého pivovaru nebyl od 90. let 20. století využíván, byla zvažována varianta dílen pro Ústav sociální peče pro mentálně postiženou. Dnes je areál původního pivovaru využíván k soukromým účelům.

## Historie
Pivovar v Jindřichově byl založen roku 1589. Jeho první vlastník byl Jan Pavlovský z Pavlovic. Pivovar patřil k nejstarším ve Slezsku. V roce 1635 se majiteli jindřichovského panství, jehož součástí byl jak pivovar, velkostatek i zámek, stala hrabata z Hodic. Od roku 1739 byl pivovar ve vlastnictví rakouského vicekancléře barona Jana Kryštofa z Bartensteina, který byl tajným radou a rádcem české královny Marie Terezie.
Jindřichovské panství a s ním i pivovar koupil v roce 1868 Albert Klein von Wiesenberg. Pro účely pivovaru byl zbudován samospádový vodovod v délce 3 km. K pivovaru byl dobudován lihovar. V roce 1926 byl zrekonstruován a o rok později byl pivovar přeměněn na akciovou společnost Silesia Brauerei und Malzerei - aktien gesellschaft Hennersdorf, Schlesien (Slezský pivovar a sladovna, akciová společnost Jindřichov, Slezsko). Na přelomu 19. a 20. století byla produkce 12 000 hl piva, během 30. let 20. století dosáhla až 20 000 hl. Během druhé světové války vedl pivovar český sládek Husar, který byl koncem války vězněn v Opavě, a také zde pracovali angličtí váleční zajatci.
V roce 1945 byl celý majetek velkostatku Jindřichov rodině Kleinů zkonfiskován a celý majetek přešel na stát.
Do roku 1951 zde vařil pivo sládek Augustín Novotný, vaření piva poté převzal první jindřichovský sládek František Jiřík. Ke chlazení používal pivovar přírodní led. V 60. letech dosahovala výroba  až 35 000 hl. Pivovar vařil  pivo do roku 1970, kdy byl zrušen. Vybavení pivovaru bylo převezeno do pivovaru Golčův Jeníkov. Budovy byly předány Státním statkům Jindřichov a sloužily k uskladnění brambor a hnojiv.

## Provozovatelé
- Moravskoslezské pivovary, n. p. 1948-1952
- Opavské pivovary, n. p. 1953-1954
- Ostravské pivovary, n. p. 1955-1959
- Severomoravské pivovary, n. p. Litovel 1960-1970
- Severomoravské pivovary, n. p. Přerov 1960-1970

## Výroba piva

### Suroviny
Byl používán žatecký a tršický chmel. Slad se vyráběl z osoblažského ječmene, který se nechal naklíčit. Voda byla používána ze Svinného potoka, kde byla umístěna čisticí stanice, ze které byla dovedena pomocí vodovodu.

## Galerie

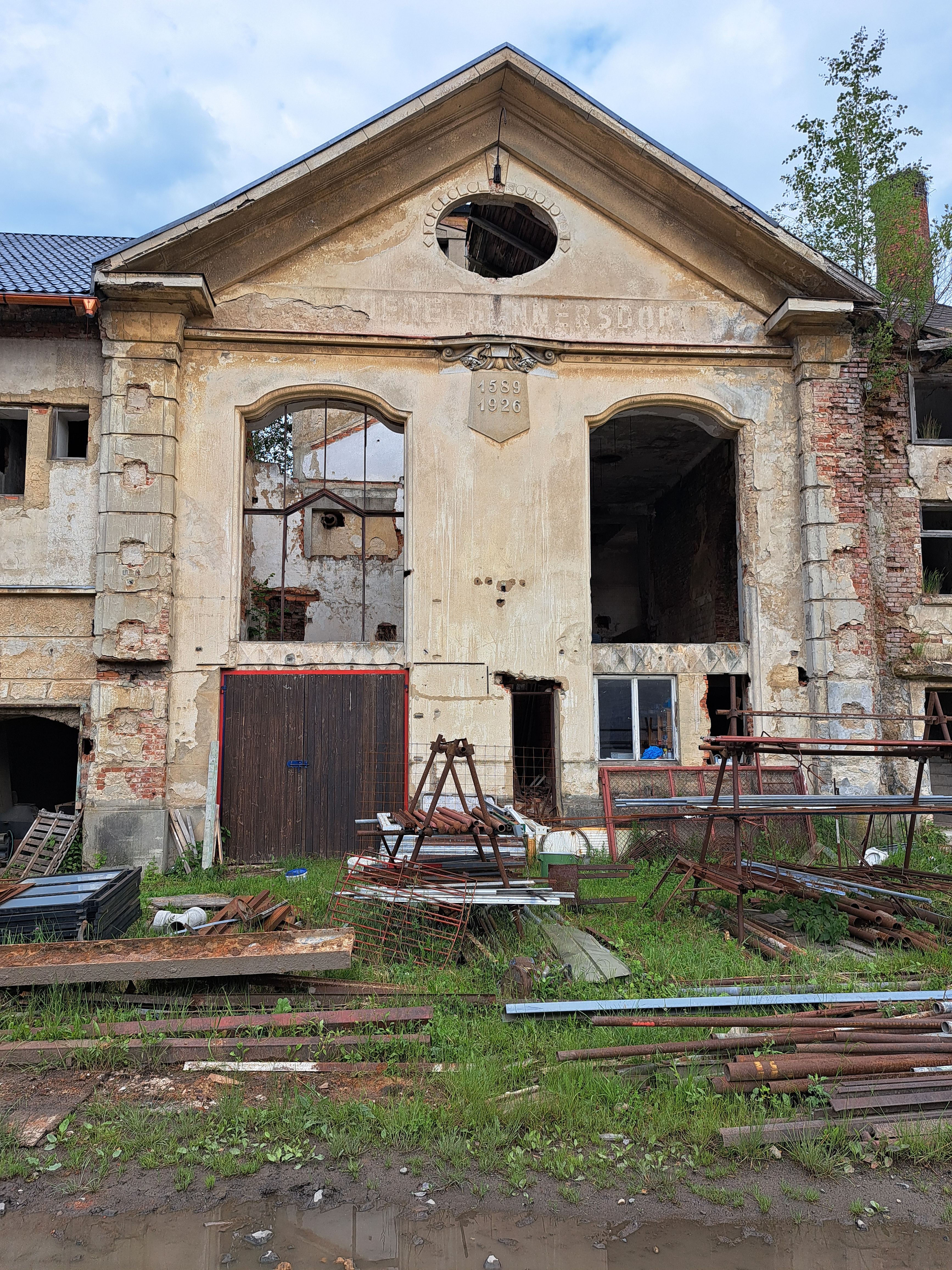
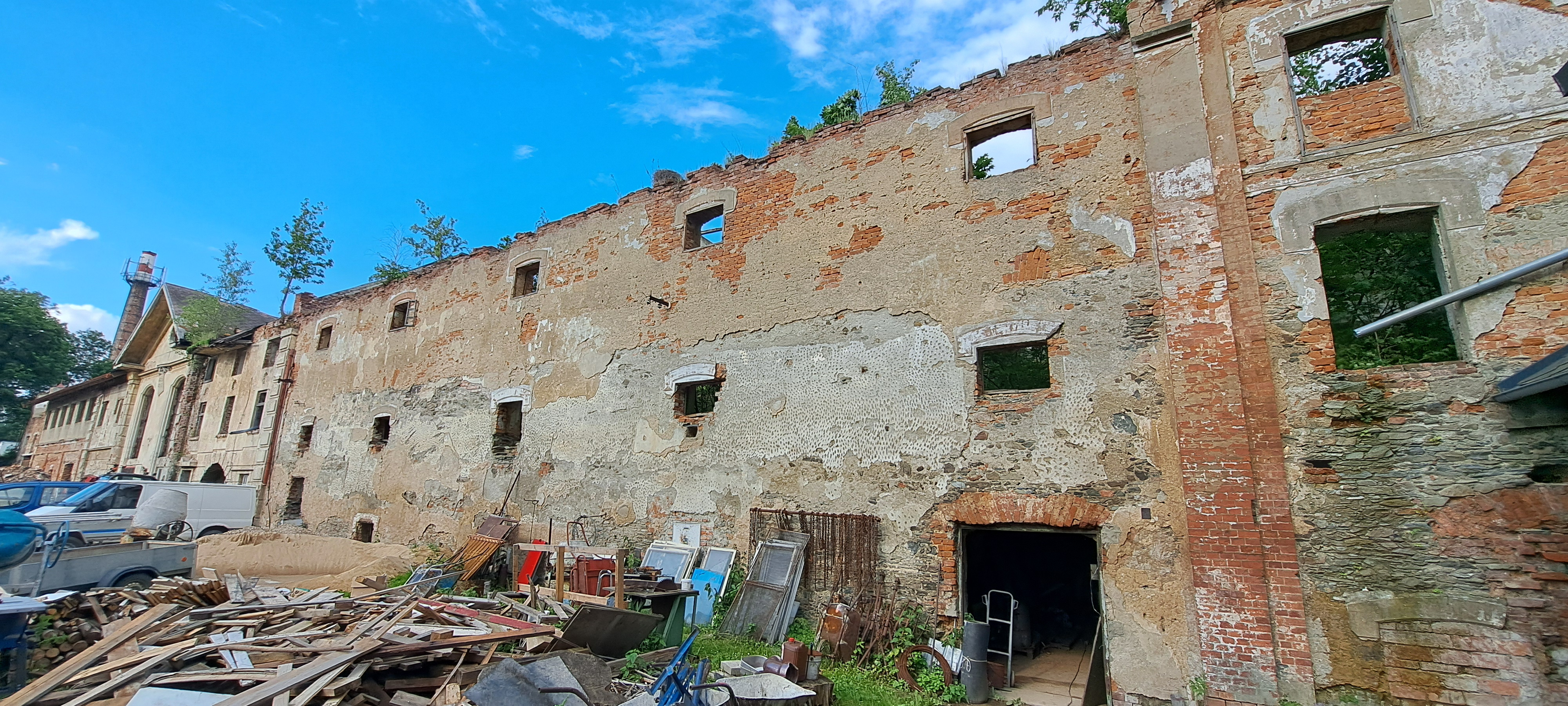
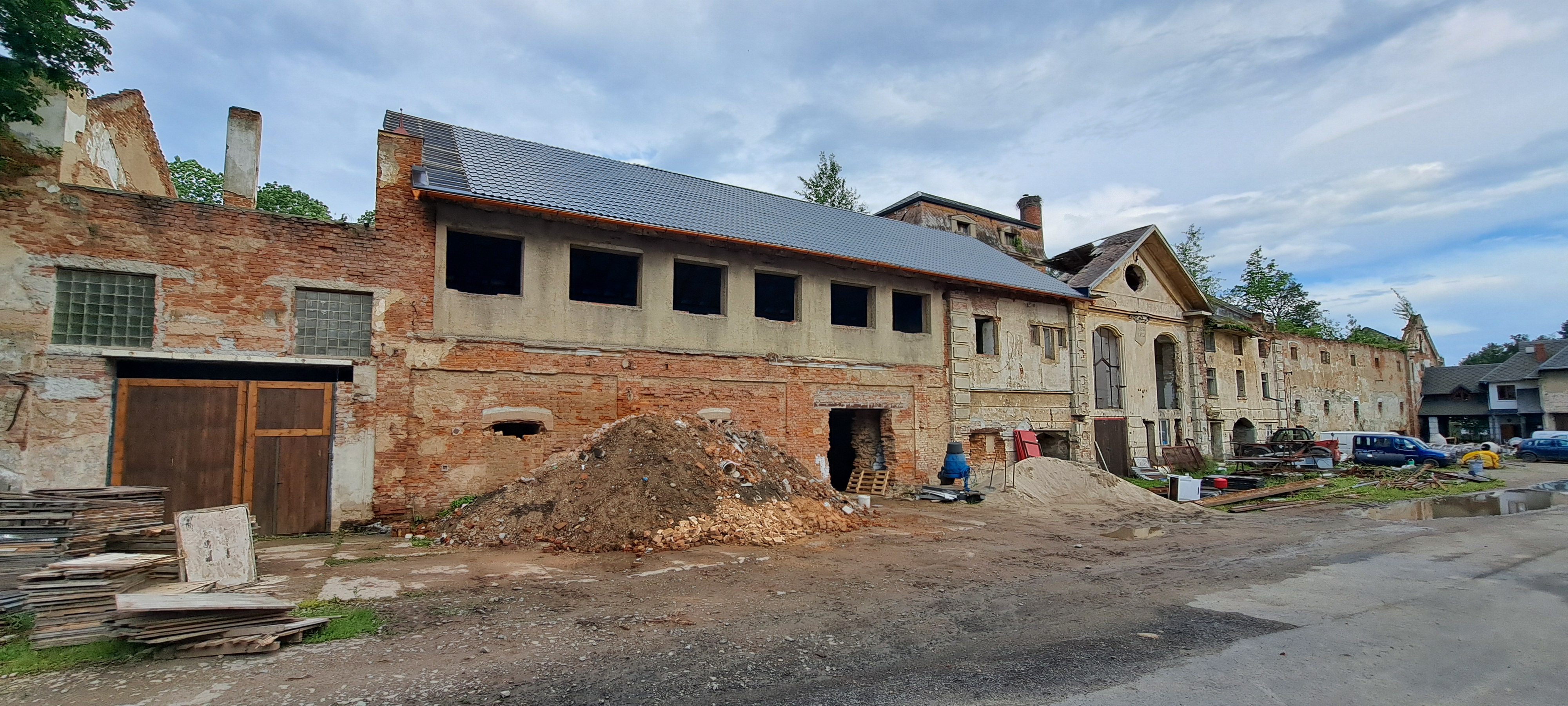
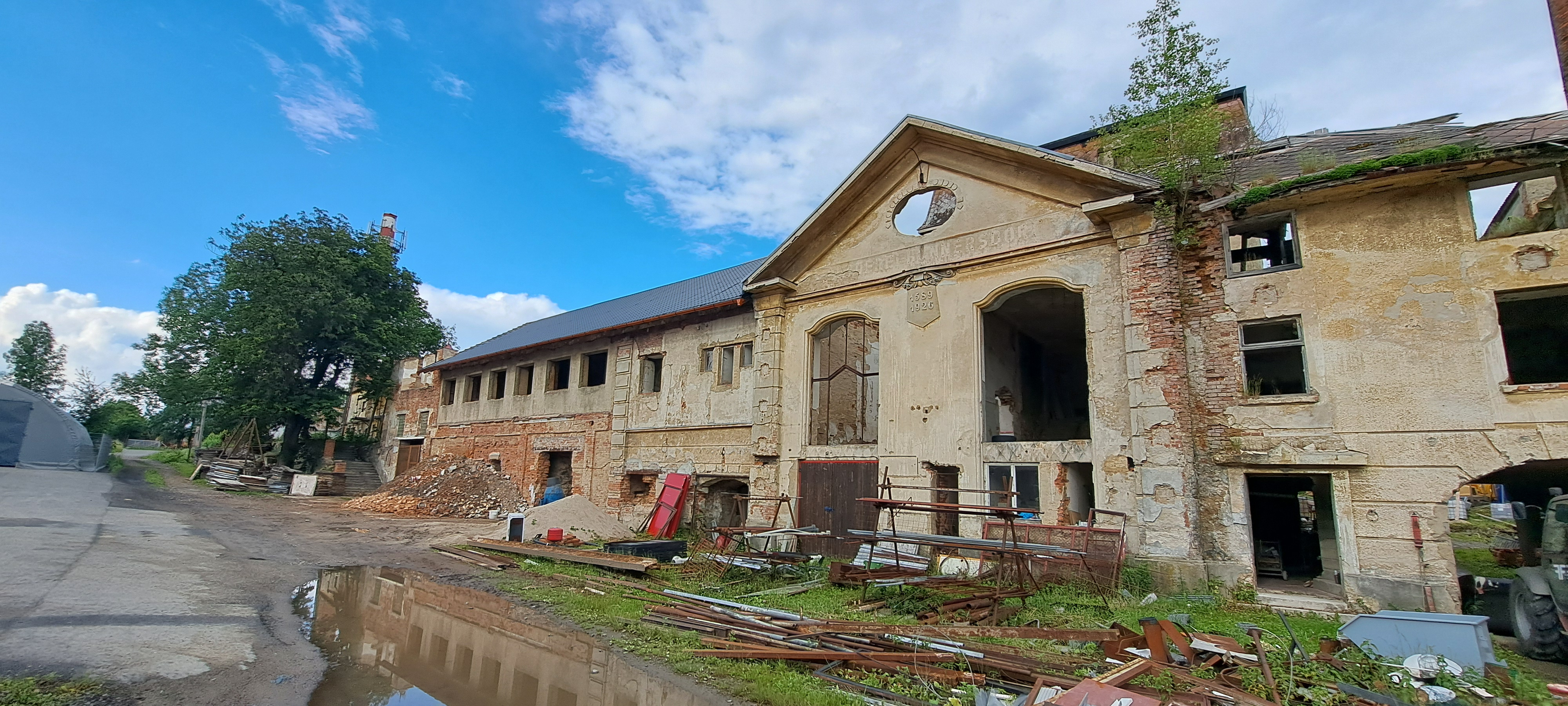

### Druhy piv
- 10°, 12° Slezovar
- 14° Silesia Porter
- 12° Ostravské pivo
- 18° tmavé pivo
- Nošovické pivo